# Ultimate Mortal Kombat 3
Ultimate Mortal Kombat 3 (скор. UMK3; з англ. — «Остаточна Смертельна Битва 3») — мультиплатформова відеогра в жанрі файтингу, розроблена і випущена компанією Midway в 1995 році. Спочатку гра з'явилася на аркадних автоматах, а потім на домашніх ігрових консолях. У цьому оновленному виданні Mortal Kombat 3 представлений оптимальний геймплей, а також наявні додаткові персонажі і нові арени.
Пізніше були випущені версії для сучасних консолей, таких як Nintendo DS і PlayStation 2. Гра також доступна для Xbox 360 через сервіс Xbox Live.

## Персонажі

### Додаткові персонажі
В Ultimate Mortal Kombat 3 до переліку бійців з Mortal Kombat 3 було додано:
- Джейд — колишня наймана вбивця на службі в Шао Кана, подруга Кітани, котра тепер розшукує Кітану за наказом свого володаря.
- Кітана — прийомна донька Шао Кана, донька Сіндел, котра прагне розповісти матері про її справжнє минуле та помститися Шао Кану.
- Скорпіон — ніндзя-привид, що при спробі Шао Кана викрасти душі з Пекла вирвався на свободу. Шао Кан обирає його своїм бійцем, проте Скорпіон бореться проти всіх, кого зустрічає.
- Смоук — був наявний в Mortal Kombat 3, але як секретний персонаж, розблоковуваний спеціальним кодом.
- Рептилія — ніндзя на службі в Шао Кана, останній представник раси завріанів, посланий вбити Кітану. За це Шао Кан обіцяв Рептилії повернути до життя його расу.

### Приховані персонажі
- Міліна — гротескний клон Кітани, створена Шао Каном як її більш лояльна заміна.
- Класичний Саб-Зіро — оригінальний Саб-Зіро, виконаний в оформленні першої Mortal Kombat.
- Єрмак — боєць на службі в Шао Кана та Тіньових жерців, створений з душ їх ворогів. Заснований на помилковому забарвленні Скорпіона, що іноді з'являлося в першій Mortal Kombat.
- Смоук (людина) — Смоук до перетворення на кіборга, друг Саб-Зіро. З'являється при виборі звичайного Смоука та використанні спеціального коду.
- Нуб Сайбот — старший брат Саб-Зіро, що став примарою. Він служить невідомому могутньому богу та шпигує за всіма, щоб доповідати про героїв своєму володарю. Фігурує тільки як противник.
- Рейн — воїн Еденії, що зрадив батьківщину і служить Шао Кану. Грабельний тільки у версіях гри для Sega Mega Drive/Genesis. В решті версій лише згадується на початку.

## Арени
В Ultimate Mortal Kombat 3 було додано нові арени:
- Лігво Скорпіона — залита лавою зала, де стоять колони, обвішані кістяками. Тут можливо здійснити добивання противника, скинувши його в потік лави.
- Пустеля Джейд — піщана пустеля, де на фоні лежить зруйнована статуя та руїни. В пізніх версіях UMK3 тут також видно погрузлого в піску Сайракса.
- Печера Кана — арена, оточена сталагмітами і сходами, де на фоні стоїть трон Шао Кана.
- Річкова битва — набережна в Земному царстві, на фоні видно хмарочоси.
- Синій портал — міст, прокладений біля синього вихору, що веде в Зовнішній світ. На фоні також видно інший міст, подібно до арени «Яма» з Mortal Kombat 2.
- Лігво Нуба Сайбота — темне приміщення з колонами і свічками, в центрі якого знаходиться колодязь, що світиться зеленим світлом. На відміну від Mortal Kombat 3, на цій арені можна битися не лише проти Нуба Сайбота.

## Сюжет
Сюжет в грі такий же самий, що був і в Mortal Kombat 3. Різниця лише в тому, що було додано сюжетні лінії за нових персонажів:
- Джейд. Вона рятує Кітану від Рептилії та об'єднується з нею. Удвох Кітана і Джейд виступають проти Шао Кана. Джейд убиває його, чим звільняє всі світи та здобуває славу чемпіона.
- Кітана. Переживши замах Рептилії, Кітана об'єднується з Джейд. При допомозі земних героїв вони відкривають Сіндел її минуле. Королева повстає проти Шао Кана і вбиває його. Кітана повертається в Еденію та править разом із матір'ю.
- Скорпіон. Дізнавшись, що серед обраних воїнів є Саб-Зіро, якого він поклявся захищати, Скорпіон іде проти Шао Кана. Перемігши імператора, Скорпіон знову опиняється в Пеклі, та воно не утримає його надовго.
- Рептилія. Вбивши Кітану, він очікує воскресіння своєї раси, та Шао Кан не дотримується слова. Тоді він вбиває хазяїна, лишившись останнім із завріанів.
- Міліна. Разом з Баракою вона бере в полон Кітану та Джейд і погрожує Шао Кану вбити їх, якщо той не організує четверту Смертельну Битву. На наступному турнірі Барака планує повернути втрачений титул чемпіона.
- Класичний Саб-Зіро. Загадковим чином повернувшись із мертвих, він шокує всіх своєю появою. Його наступного виходу очікують в четвертій Смертельній битві.
- Єрмак. Його єдиною метою є заявити про своє існування. Вбивши найсильніших ворогів, він попереджає всіх, що повернеться в четвертій Смертельній битві.
- Смоук (людина). Він присвячує життя вивченню бойових мистецтв і йде в ліс, де готується до четвертої Смертельної битви.
- Рейн. Він розкриває, що вбивцею його батька був Шао Кан і, сповнений гніву, приєднується до Кітани. Рейн вирушає на самовбивчу місію з метою помсти.